# فرودگاه شهری کاونتی (اوهایو)
فرودگاه شهری کاونتی (اوهایو) (به انگلیسی: Madison County Airport (Ohio)) یک فرودگاه همگانی بهره‌برداری هوایی است که یک باند فرود آسفالت دارد و طول باند آن ۱۲۲۰ متر است. این فرودگاه در کشور ایالات متحده آمریکا قرار دارد و در ارتفاع ۳۲۹ متری از سطح دریا واقع شده است.